# Stadion Miejski w Wałbrzychu
Stadion Miejski – wielofunkcyjny stadion w Wałbrzychu, w Polsce. Został otwarty w 1926 roku. Może pomieścić 15 000 widzów.
Stadion w dzielnicy Nowe Miasto został otwarty w 1926 roku. Wówczas obiekt nosił nazwę Waldenburger Berglandstadion. W 1946 roku stadion przejął Górnik Wałbrzych. W latach 1983–1989 obiekt gościł występy tej drużyny w I lidze. Na przełomie 1992 i 1993 roku doszło do fuzji Górnika z Zagłębiem Wałbrzych, a nowo powstały klub rozgrywał swoje spotkania na obiekcie Zagłębia, Stadionie Tysiąclecia. Od tego czasu Stadion Miejski nie jest już regularnie użytkowany, a jego trybuny powoli niszczeją.